# SN 1990H
SN 1990H – supernowa typu II-P odkryta 9 kwietnia 1990 roku w galaktyce NGC 3294. W momencie odkrycia miała maksymalną jasność 16,00m.